# Tunnel de Guoliang
Le tunnel de Guoliang (en chinois : 郭亮洞) est une route creusée à flanc de montagne dans la province de Henan en Chine. Elle est constituée d'une succession de tunnels et de passages ouverts. Cette route spectaculaire est quelquefois comparée à la route des Yungas en Bolivie.

## Histoire
Avant la construction de cette route, le seul accès au village de Guoliang se faisait par un escalier taillé dans la montagne. En 1972, des villageois désespérés par la situation décidèrent de créer par eux-mêmes une nouvelle voie d'accès, en creusant directement la montagne. Sous la direction de Shen Mingxin, ils levèrent les fonds nécessaires à l'achat des outils pour son creusement. Treize villageois armés de marteaux et de burins creusent les parois de la montagne. Au plus fort du chantier, ils avancent d'environ un mètre tous les trois jours.
La construction du tronçon de 1 200 m, qui présente une section moyenne de 4 m de large sur 5 m de hauteur, leur prit environ cinq ans.
La route a été inaugurée le 1er mai 1977.